# Crevola (Varallo)
Crevola è una frazione del comune di Varallo in Valsesia. Costituito come comune autonomo il 18 marzo 1861 nella provincia di Novara, assunse la denominazione di Crevola Sesia l'anno successivo; nel 1927 entrò a far parte della provincia di Vercelli e venne accorpato al comune di Varallo il 17 gennaio 1929. Degna di nota la chiesa di San Lorenzo, nella quale si trovano dipinti di Antonio Orgiazzi.